# Rafa Soares
Pour les articles homonymes, voir Rafa et Soares.
Luís Rafael Soares Alves, plus communément appelé Rafa ou Rafa Soares, est un footballeur portugais né le 9 mai 1995 à Marco de Canaveses. Il évolue au poste de arrière gauche au FC Famalicão.

## Biographie

### En club
Issu du centre de formation du FC Porto, il est champion de la seconde division portugaise en 2016 avec l'équipe B du club.
En 2018, Soares signe au Vitória Guimarães,.
Le 31 janvier 2020, Soares est prêté à la SD Eibar pour une saison et demie avec une option d'achat.

### En équipe nationale
Avec les moins de 19 ans, il participe au championnat d'Europe des moins de 19 ans en 2014. Lors de cette compétition, il joue trois matchs, l'équipe s'incline en finale.
Avec les moins de 20 ans, il dispute la Coupe du monde des moins de 20 ans en 2015. Lors du mondial junior organisé en Nouvelle-Zélande, il joue quatre matchs.  Le Portugal s'incline en quarts de finale face au Brésil.

## Palmarès
Avec l'équipe du Portugal de moins de 19 ans :
- Finaliste du championnat d'Europe des moins de 19 ans en 2014

Avec le FC Porto B :
- Champion du Portugal D2 en 2016